# ED 250
L'ED 250 est une rame ferroviaire pendulaire à grande vitesse construite par Alstom Ferroviaria pour PKP en Pologne. Elle est dérivée de l'ETR 610, 4e génération du Pendolino italien.

## Historique
Successeur direct des rames Pendolino produites par Fiat Ferroviaria de la 3e génération que sont les ETR 460, 470 & 480, cette nouvelle version a été commandée par plusieurs opérateurs dans le monde :
- 12 rames par Trenitalia dans la version ETR 600 et mises en service en 2007,
- 22 rames par Cisalpino (FS + CFF) dans la version ETR 610 et mises en service en 2007,
- 13 rames par Renfe chemins de fer espagnols de l'ETR 600 baptisé AVE 114,
- 140 rames ETR 600 par China Railways, baptisées CRH5,
- 4 rames spéciales par Karelian Trains, opérateur mixte Finlandais et Russe, avec la technique de l'ETR 600 dans des caisses ETR 460, baptisées Pendolino Sm6,
- 20 rames ETR 610 par Polskie Koleje Państwowe - PKP, opérateur polonais, et mises en service en 2014.

## Histoire du Pendolino en Pologne
Le 11 mai 1994, alors que Fiat Ferroviaria procédait à des essais sur les voies ferrées des réseaux d'Europe centrale et orientale (ex pays de l'Est), un Pendolino ETR 460 a établi un record de vitesse à 250,1 km/h. Les Chemins de fer polonais PKP ont envisagé l'achat de ces rames.
Dans les années 1990, la modernisation des voies ferrées polonaises pour recevoir les trains à grande vitesse a commencé et en 1997 un appel d'offres international pour la fourniture de 16 rames pendulaires a été lancé. Le 20 juillet 1998, PKP a déclaré que Fiat Ferroviaria avait remporté le marché avec son offre de 16 rames ETR 460. Les concurrents Siemens et Adtranz ont fait appel de cette décision mais en août 1998 l'Office des marchés publics polonais a confirmé le choix de PKP.
En septembre 1998, PKP dévoile un état assez catastrophique de ses finances avec 1 milliard de pertes, et l'investissement nécessaire à l'achat des trains pendulaires a été négocié à 0,9 milliard (soit environ 250 millions de dollars de l'époque). Pour sa défense, PKP a évoqué le fait que la décision de moderniser le matériel roulant venait du gouvernement et c'est pour cela que la décision de lancer l'appel d'offres a été prise sur la base des résultats financiers en 1996. Face à cette situation pour le moins alarmante, le gouvernement polonais a pris la décision, le 7 décembre 1999, de négocier avec Fiat Ferroviaria l'annulation de l'appel d'offres.
Le 8 septembre 2000, le gouvernement polonais a commencé la restructuration et la privatisation des chemins de fer. Tous ces évènements ont temporairement interrompu toute nouvelle tentative d'introduire le Pendolino en Pologne. Ce n'était que partie remise, le groupe Fiat, qui est le plus important constructeur automobile du pays gardait un œil sur l'évolution de la demande polonaise en matière ferroviaire.

## Le Pendolino ED 250
Le 30 mai 2011, PKP Intercity, la branche grande vitesse de l'opérateur polonais, signe avec le constructeur Alstom Transport Italia, l'ex Fiat Ferroviaria, un contrat d'un montant de 665 millions € (2,64 milliards zł) pour la fourniture de 20 rames du nouveau Pendolino ETR 610 composé de 7 voitures. Le contrat comprend également la maintenance technique des trains pendant 17 ans dans un nouveau centre de maintenance à construire à Varsovie.
Le 17 juin 2013, la première rame du ED 2150 Pendolino est présentée à l'usine de Savillan en Italie et remise officiellement aux dirigeants de PKP. Le 12 août la rame complète est présentée au public polonais à la gare principale de Wrocław. Puis la rame a été déplacée sur la voie ferrée expérimentale près de la gare de Żmigród où le 19 août les tests ont commencé. Fin septembre, le Pendolino a été présenté à la foire Trako à Gdansk. La seconde rame ED250-002 a été livrée le 24 octobre 2013. Les tests sur la voie spéciale d'essais de Żmigród se sont achevés fin octobre et le 30 octobre ont commencé les tests sur les voies ferrées normales polonaises. Les premiers essais ont été réalisés sur la ligne Varsovie Grochów - Konin où le train a atteint une vitesse de 160 km/h. Le Pendolino a ensuite été testé autour Grybow pour vérifier son comportement dans les montées et descentes abruptes et dans les courbes serrées. Le 16 novembre 2013, le Pendolino a été testé sur la ligne PKP 4 et dès le premier jour il a atteint la vitesse de 242 km/h alors que la vitesse maximale des meilleurs trains n'a jamais dépassé les 160 km/h.
Le 17 novembre 2013 au PK 184 près du pont sur la Pilica, le Pendolino ED250 a établi un nouveau record de vitesse sur les voies ferrées polonaises à 270 km/h , qui a été battu le 23 novembre 2013 avec une vitesse de 291 km/h et le lendemain avec 293 km/h. Il s'agit de la vitesse la plus élevée jamais atteinte de l'histoire des trains Pendolino dans le monde. 

Lignes desservies par le Pendolino polonais

À partir du 14 décembre 2014, les PKP mettront en service les trains Pendolino  dans la nouvelle catégorie de trains Intercity Express Premium pour assurer les liaisons entre Varsovie et Gdynia, Katowice, Cracovie et Wroclaw.

## Caractéristiques
Comme tous les trains de la famille Pendolino, l'ED 250 utilise la technique de pendulation brevetée par Fiat Ferroviaria qui permet notamment d'améliorer vitesse et confort dans les courbes.
L'ED 250 est composé de sept voitures, dont une voiture-bar. Il offre 402 places ainsi réparties :
- 12 fauteuils en classe business,
- 45 fauteuils en 1re classe,
- 343 fauteuils en 2de classe,
- 2 places pour fauteuils roulants PMR.

L'alimentation électrique de l'ETR 610 est compatible avec des courants de 3,0 kV CC, 15 kV, 16,7 Hz et 25 kV, 50 Hz pour circuler sur les lignes à grande vitesse en Europe. L'ETR 610 est équipé des systèmes de sécurité adaptés aux pays de transit et est compatible ETCS L2.